# Sor Clara Andreu
Sor Clara Andreu fue una monja perteneciente a la orden de las Jerónimas.

## Biografía
Era hija de Antoni Andreu de Selva y de Catalina Malferit de Inca. Nació el 4 de diciembre de 1596 en Palma de Mallorca. Su madre falleció el mismo día. Fue bautizada con el nombre de Bárbara, aunque se lo cambió por el de Clara al ingresar con ocho años en el monasterio de Sant Bartomeu de Inca ya que vivía en él otra religiosa con el mismo nombre.
Ejerció varios cargos en la congregación de las monjas jerónimas: enfermera, maestra de novicias y encargada de las cuentas. Se le acusó de profesar cultos populares que alarmó al alto estamento eclesial. Tras tomarle declaración en 1627 sobre visiones, signos y actos anormales que decía percibir, se le obligó a decir que los signos eran obra del diablo y no de Jesucristo.
Falleció en 1628 y se ordenó un entierro discreto para evitar que el pueblo le profesara devoción.
En 2011, después de un proceso de siglos, se reinicia la solicitud para su Canonización.